# Берадз
Берадз (пол. Beradz) — село в Польщі, у гміні Клімонтув Сандомирського повіту Свентокшиського воєводства.
Населення — 110 осіб (2011).
У 1975-1998 роках село належало до Тарнобжезького воєводства.

## Демографія
Демографічна структура на день 31 березня 2011 року:
|          | Загалом | Допрацездатний вік | Працездатний вік | Постпрацездатний вік |
| -------- | ------- | ------------------ | ---------------- | -------------------- |
| Чоловіки | 52      | 5                  | 38               | 9                    |
| Жінки    | 58      | 7                  | 31               | 20                   |
| Разом    | 110     | 12                 | 69               | 29                   |